# هیروکی توچی
هیروکی توچی (به انگلیسی: Hiroki Tōchi؛ زادهٔ ۲۶ مهٔ ۱۹۶۶) بازیگر و صدا پیشه اهل ژاپن است.